# Australina
Australina är ett släkte av nässelväxter. Australina ingår i familjen nässelväxter.
Kladogram enligt Catalogue of Life:
| Australina | \| \| Australina flaccida \| \| \| \| \| \| Australina pusilla \| \| \| \| |
|            | \| \| Australina flaccida \| \| \| \| \| \| Australina pusilla \| \| \| \| |
|            | Australina flaccida                                                        |
|            |                                                                            |
|            | Australina pusilla                                                         |
|            |                                                                            |